# Icariotis pallidocinctus
Icariotis pallidocinctus là một loài bọ cánh cứng trong họ Cerambycidae.